# Polignac (jeu de cartes)
Pour les articles homonymes, voir Polignac.
Le Polignac (ou Palagnouc) est un jeu de cartes traditionnel, basé sur le principe des levées. Les valets y tiennent le rôle principal.

## Historique
Le Polignac apparaît en 1830 à la chute de la Restauration française. Il tient son nom de celui du dernier Premier ministre de Charles X, le prince Jules de Polignac, qui fait alors l'objet de la vindicte populaire, matérialisée notamment sous la forme d'expressions rabaissantes. C'est dans cet esprit que le valet de pique, choisi pour être la plus mauvaise carte du jeu, reçoit le nom de Polignac.

## Règles
Le Polignac se joue de 3 à 8 personnes avec un jeu de 32 cartes. Les 2 sept rouges sont retirés quand on joue à 3, 5 ou 6 joueurs, et les 4 sept à 7 joueurs.
Une variante, appelée Palagnouc, existe : avec cette règle, le joueur ramassant le valet de pique reçoit un gage consistant en général à se dévêtir, voire à accomplir certaines actions plus intimes. Ce jeu était particulièrement prisé dans les maisons closes du vieux Paris.

### Règle de base
La donne se fait, dans le sens inverse des aiguilles d'une montre, par deux cartes, puis une pour terminer si le nombre total par joueur est impair. Toutes les cartes retenues, suivant le nombre de joueurs, sont distribuées.
Le premier à jouer une carte – il est appelé « le premier en cartes » – est celui placé à la droite du donneur. Pour les levées suivantes c'est celui qui a fait la dernière levée – on dit qu'« il a la main ».
La hiérarchie des cartes est par ordre décroissant : Roi, Dame, Valet, As, 10, 9, 8, 7.
Il faut éviter d'emporter les valets dans ses levées, surtout le valet de pique, le Polignac, et tâcher de ne pas faire de levée avec ceux que l'on possède. Le premier joueur ayant posé une carte visible, les autres fournissent une carte de la même couleur. S'ils ne peuvent pas, ils jouent une carte de leur choix. La carte la plus forte fait la levée. S'il se trouve un valet dans la levée, le joueur le place devant lui.
La partie se termine dès qu'un joueur a atteint le nombre de points convenu au départ, qui est généralement de 20 points, mais peut aller jusqu'à 50 points. Le perdant est le joueur qui a le premier totalisé ce nombre de points. Tous les autres joueurs sont gagnants.
Ce sont les valets exposés devant les joueurs qui leur font marquer des points, à raison de 2 pour le valet de pique, le Polignac, et 1 pour les autres.

### Chelem
Si un joueur réussit le chelem en faisant toutes les levées, il ne marque aucun point et chacun de ses adversaires en marque 5.
En cas de chelem, si plusieurs joueurs atteignent ou dépassent le nombre de points convenu au départ, c'est celui qui a le plus grand nombre de points qui perd seul la partie. Dans le même cas, si plusieurs joueurs sont à égalité aux plus forts points, ils sont tous déclarés perdants.

### La générale et le chelem
La générale est une variante de la règle du chelem. Lorsqu'un joueur, juste après la donne, pense pouvoir réussir le chelem, il est tenu de le déclarer clairement – il annonce « Générale ! » –pour qu'il soit pris en compte en cas de succès.
Le joueur qui annonce la générale et réussit le chelem en tire les bénéfices définis précédemment. Dans le cas où il échoue en faisant ne serait-ce qu'une levée, il marque 5 points quel que soit le nombre de valets qu'il détient, et même s'il n'en possède aucun ; les autres joueurs marquent les points en fonction du nombre de valets qu'ils possèdent devant eux. En cas d'annonce de générale, on termine toujours le coup avant de faire les comptes.
Le privilège du joueur qui annonce la générale est d'avoir le droit de jouer la première carte du coup à la place du premier en carte.
Lorsqu'un joueur a annoncé la générale, les autres joueurs cherchent à le faire chuter tout en essayant de se nuire mutuellement le moins possible.

## Polignac et Mistigri
Le valet de trèfle avait, avant celui de pique, reçu un sobriquet dans certains jeux de cartes, celui de Mistigri. Si le Polignac était la plus mauvaise carte du jeu, le Mistigri était la plus forte.
Le Mistigri n'existe pas dans le jeu du Polignac.